# 塞德里克·利亚尔
塞德里克·利亚尔（法語：Cédric Lyard，1972年1月22日—），法国男子马术运动员，主攻三项赛。他曾代表法国参加2004年夏季奥林匹克运动会马术比赛，获得团体三项赛金牌。